# Copa Camel de 1988
La Copa Camel de 1988 fue la segunda edición de la Copa Camel. El campeón fue el CS Herediano de Costa Rica al derrotar 2-0 al CD Leones Negros UDG mexicano.
Este título, otorgaba una clasificación a la Supercopa Interamericana contra el Racing Club de Argentina.

## Equipos participantes
| País               | Equipo                                                             |
| ------------------ | ------------------------------------------------------------------ |
| México 4 cupos     | C. D. Leones Negros UDG Deportivo Toluca C. F. Atlante Atlas F. C. |
| Costa Rica 2 cupos | C. S. Herediano Deportivo Saprissa                                 |
| Honduras 1 cupo    | C. D. Olimpia                                                      |
| El Salvador 1 cupo | C. D. Águila                                                       |

## Cuadro de desarrollo
|  | Cuartos de final | Cuartos de final |               |               | Semifinales | Semifinales |  |           | Final | Final |  |
|  |                  |                  |               |               |             |             |  |           |       |       |  |
|  |                  |                  |               |               |             |             |  |           |       |       |  |
|  | Herediano        | 3                |               |               |             |             |  |           |       |       |  |
|  | Herediano        | 3                |               |               |             |             |  |           |       |       |  |
|  | Atlante          | 1                |               |               |             |             |  |           |       |       |  |
|  | Atlante          | 1                |               | Herediano     | 1           |             |  |           |       |       |  |
|  |                  |                  |               | Herediano     | 1           |             |  |           |       |       |  |
|  |                  |                  | Olimpia       | 0             |             |             |  |           |       |       |  |
|  | Olimpia          | 2                | Olimpia       | 0             |             |             |  |           |       |       |  |
|  | Olimpia          | 2                |               |               |             |             |  |           |       |       |  |
|  | Atlas            | 0                |               |               |             |             |  |           |       |       |  |
|  | Atlas            | 0                |               |               |             |             |  | Herediano | 2     |       |  |
|  |                  |                  |               |               |             |             |  | Herediano | 2     |       |  |
|  |                  |                  | Leones Negros | 0             |             |             |  |           |       |       |  |
|  | Toluca           | 2                | Leones Negros | 0             |             |             |  |           |       |       |  |
|  | Toluca           | 2                |               |               |             |             |  |           |       |       |  |
|  | Saprissa         | 0                |               |               |             |             |  |           |       |       |  |
|  | Saprissa         | 0                |               | Leones Negros | 2           |             |  |           |       |       |  |
|  |                  |                  |               | Leones Negros | 2           |             |  |           |       |       |  |
|  |                  |                  | Toluca        | 1             |             |             |  |           |       |       |  |
|  | Leones Negros    | 4                | Toluca        | 1             |             |             |  |           |       |       |  |
|  | Leones Negros    | 4                |               |               |             |             |  |           |       |       |  |
|  | Águila           | 3                |               |               |             |             |  |           |       |       |  |
|  | Águila           | 3                |               |               |             |             |  |           |       |       |  |
|  |                  |                  |               |               |             |             |  |           |       |       |  |

### Cuartos de final
| 16 de julio de 1988 | Herediano                    | 3:1 | Atlante | Southwest University Park, El Paso |  |
|                     | Edwards · Camacho · Wanchope |     | Barroso |                                    |  |

| 26 de julio de 1988 | Olimpia | 2:0 | Atlas | Nelson W. Wolff Municipal Stadium, San Antonio |  |

| 7 de agosto de 1988 | Toluca                        | 2:0 (1:0) | Saprissa | Spartan Stadium, San José |  |
|                     | Ferretti 7' · Masciarelli 62' |           |          |                           |  |

| 14 de agosto de 1988 | Leones Negros UDG                            | 4:3 (1:0) | Águila                       | Santa Ana Bowl, Santa Ana |  |
|                      | Mora 25' · Reyes 45' · Sosa 54' · Guzmán 74' |           | Güelmo 58' 80' · Rosales 71' |                           |  |

### Semifinales
| 21 de agosto de 1988 | Leones Negros UDG         | 2:1 (0:0) | Toluca               | Memorial Coliseum, Los Ángeles |  |
|                      | Reyes 56' · Rodríguez 87' |           | Rodríguez 74' (a.g.) |                                |  |

| 28 de agosto de 1988 | Herediano  | 1:0 (0:0; 0:0) (1:0 t. s.) | Olimpia | Santa Ana Bowl, Santa Ana |  |
|                      | Méndez 96' |                            |         |                           |  |

### Final
| 11 de septiembre de 1988 | Herediano               | 2:0 (1:0) | Leones Negros UDG | Memorial Coliseum, Los Ángeles                               |                                                              |
|                          | Méndez 15' · Jara 90+2' | Reporte   |                   | Asistencia: 15 000 espectadores Árbitro(s): Armando Orellana | Asistencia: 15 000 espectadores Árbitro(s): Armando Orellana |

| 1          | POR        | José Alexis Rojas |     |
| 2          | DEF        | Enrique Saborío   |     |
| 17         | DEF        | Jorge Cheves      |     |
| 4          | DEF        | Ronald Marín      |     |
| 11         | DEF        | Sidney Edwards    |     |
| 8          | MED        | Germán Chavarría  |     |
| 16         | MED        | Roberto Carmona   | 72' |
| 5          | MED        | Daniel Casas      | 67' |
| 6          | DEL        | Carlos Camacho    |     |
| 10         | DEL        | César Méndez      | 85' |
| 19         | DEL        | Marvin Obando     | 65' |
| Entrenador | Entrenador | Antonio Moyano    |     |

|            | POR        | Eduardo Gómez    | Salió |
| 13         | DEF        | Felipe Amezcua   |       |
|            | DEF        | Víctor Rodríguez | 60'   |
|            | DEF        | José Díaz        |       |
| 16         | DEF        | Martín Vásquez   |       |
| 6          | MED        | Jorge Dávalos    |       |
| 8          | MED        | Alfonso Sosa     |       |
| 10         | MED        | Luis Plascencia  | 70'   |
| 7          | DEL        | Humberto Romero  |       |
| 9          | DEL        | Daniel Guzmán    |       |
| 11         | DEL        | Octavio Mora     |       |
| Entrenador | Entrenador | Ignacio Trelles  |       |

| 13 | MED | Sivianni Rodríguez | 72' |
| 15 | DEF | Freddy Monguío     | 67' |
| 12 | DEL | Javier Wanchope    | 85' |
| 7  | DEL | Claudio Jara       | 65' |

| 4  | DEF | Fernando Quirarte | 60'   |
| 19 | MED | Salvador Reyes    | 70'   |
| 22 | POR | Sergio Pérez      | Entró |

| Anotado | 15'   | Eduardo Méndez | 1:0 |
| Anotado | 90+2' | Claudio Jara   | 2:0 |

| Amonestado | 22' | Eduardo Méndez |
| Amonestado | 79' | Jorge Cheves   |

| Árbitro             | Armando Orellana |
| Árbitros asistentes | Leo Denault      |
|                     | Alfredo Muñoz    |

| 1          | POR        | José Alexis Rojas |     |
| 2          | DEF        | Enrique Saborío   |     |
| 17         | DEF        | Jorge Cheves      |     |
| 4          | DEF        | Ronald Marín      |     |
| 11         | DEF        | Sidney Edwards    |     |
| 8          | MED        | Germán Chavarría  |     |
| 16         | MED        | Roberto Carmona   | 72' |
| 5          | MED        | Daniel Casas      | 67' |
| 6          | DEL        | Carlos Camacho    |     |
| 10         | DEL        | César Méndez      | 85' |
| 19         | DEL        | Marvin Obando     | 65' |
| Entrenador | Entrenador | Antonio Moyano    |     |

|            | POR        | Eduardo Gómez    | Salió |
| 13         | DEF        | Felipe Amezcua   |       |
|            | DEF        | Víctor Rodríguez | 60'   |
|            | DEF        | José Díaz        |       |
| 16         | DEF        | Martín Vásquez   |       |
| 6          | MED        | Jorge Dávalos    |       |
| 8          | MED        | Alfonso Sosa     |       |
| 10         | MED        | Luis Plascencia  | 70'   |
| 7          | DEL        | Humberto Romero  |       |
| 9          | DEL        | Daniel Guzmán    |       |
| 11         | DEL        | Octavio Mora     |       |
| Entrenador | Entrenador | Ignacio Trelles  |       |

| 13 | MED | Sivianni Rodríguez | 72' |
| 15 | DEF | Freddy Monguío     | 67' |
| 12 | DEL | Javier Wanchope    | 85' |
| 7  | DEL | Claudio Jara       | 65' |

| 4  | DEF | Fernando Quirarte | 60'   |
| 19 | MED | Salvador Reyes    | 70'   |
| 22 | POR | Sergio Pérez      | Entró |

| Anotado | 15'   | Eduardo Méndez | 1:0 |
| Anotado | 90+2' | Claudio Jara   | 2:0 |

| Amonestado | 22' | Eduardo Méndez |
| Amonestado | 79' | Jorge Cheves   |

| Árbitro             | Armando Orellana |
| Árbitros asistentes | Leo Denault      |
|                     | Alfredo Muñoz    |

|                                     |
| Bandera de Costa Rica               |
| Campeón C. S. Herediano 1.er título |